# Diócesis episcopal de Rhode Island
La Diócesis Episcopal de Rhode Island es una diócesis de la Iglesia episcopal en los Estados Unidos, con jurisdicción en el estado de Rhode Island. Es una de las siete diócesis de Nueva Inglaterra que componen la Provincia eclesiástica I de la Iglesia Episcopal.
La anterior sede episcopal de la diócesis, la catedral de St. John's se localiza en el 271 de la calle North Main en la ciudad de Providence.  Existen 65 parroquias en la diócesis con más de 17 000 comulgantes. El obispo diocesano es el Reverendisimo  W. Nicholas Knisely (2012– hasta el presente).

## Historia[1]
La diócesis fue fundada en 1970 por dos clérigos y cinco laicos representando las cuatro iglesias de la diócesis: King's Church en Providence (1722), Trinity Church en Newport (1698), St. Paul's en Narragansett (1707), y St. Michael's en Bristol (1720). Debido a la falta de recursos suficientes se eligió como primer obispo al ya obispo de Connecticut Samuel Seabury, para que a la vez fuera obispo de Rhode Island. Bajo el episcopado de su tercer obispo, Alexander Viets Griswold, la diócesis creció de 200 comulgantes a casi 2,000 distribuidos en diecisiete parroquias. El crecimiento continuó con los siguientes obispos, John P. K. Henshaw y Thomas M. Clark; crecimiento debido en parte a un incremento inmigratorio desde Inglaterra. Hacia el final del siglo XIX, la diócesis contaba con 35 parroquias.
En la primera mitad del siglo XX, la diócesis de Rhode Island, bajo el liderazgo episcopal del obispo William N. McVickar, concentró sus esfuerzos en el ministerio urbano con particular atención a los problemas sociales. La primera mujer diácono fue ordenada en 1890, y de 1910 a 1914 en el episcopado del obispo James D. Perry el número de mujeres diáconos creció de una a siete. En el siguiente episcopado, el del obispo Gaylord G. Bennett, el número de parroquias continuó creciendo.
De 1955 a 1972, en el episcopado del obispo John Seville Higgins, se iniciaron ministerios en campus universitarios y varias otras misiones. En los 70, el obispo Frederick H. Belden guió la diócesis a través de la transición que supuso la ordenación de mujeres, ordenando a Jo-Ann J. Drake al diaconado transitorio en 1977 y luego al sacerdocio en 1978 (Patrica A. Smith, ordenada diácona por el obispo Beldenen 1976 continuó sus estudios al sacerdocio y fue ordenada en 1980) y a través de la adopción del Libro de Oración Común de 1979. Belden fue sucedido en el cargo por George Hunt, quien sirvió como obispo de 1980 a 1994. Hunt lideró una cruzada a favor de la responsabilidad y transparencia en el gobierno estatal en relación a corrupción, crimen organizado y el juego de apuestas. También insistió en la no discriminación por género u orientación sexual hacia nadie que buscara la ordenación.
En 1996, Geralyn Wolf fue consagrada primera obispa de la diócesis.
Existen algunas parroquias con un porcentaje significativo de miembros afroamericanos y algunas parroquias que se han convertido en el hogar espiritual de refugiados de la guerra civil de Liberia. Hay una activa congregación de habla española en Central Falls, RI, y otra en Cranston, RI. La mayor parte de las parroquias dan la bienvenida de manera abierta a personas gais.

## Parroquias episcopales en Rhode Island

### Condado de Bristol
- St. John's Episcopal Church, Barrington, RI
- St. Matthew's Episcopal Church (Barrington, Rhode Island)
- St. Michael's Episcopal Church, Bristol, RI
- St. Mark's Episcopal Church, Warren, RI - cerrada en mayo de 2010

### Condado de Kent
- Church of St. Andrew and St. Philip, Coventry, RI
- St. Francis Episcopal Church, Coventry, RI
- St. Matthias's Episcopal Church, Coventry, RI
- St. Luke's Episcopal Church, East Greenwich, RI
- St. Mark's, Warwick, RI
- St. Mary's Episcopal Church, Warwick, RI
- All Saints' Episcopal Church, Warwick, RI
- St. Barnabas Episcopal Church, Warwick, RI

### Condado de Newport
- St. Matthew's Parish Archivado el 14 de julio de 2014 en Wayback Machine., Jamestown, RI
- St. Andrew's-by-the-Sea, Little Compton, RI
- Church of the Holy Cross (Middletown, RI)
- St. Columba's Chapel (Middletown, RI) homepage
- St. George's School, Middletown, RI
- Emmanuel Church (Newport, Rhode Island) homepage
- St. George's Episcopal Church, Newport, RI  - closed circa 2010
- Trinity Church (Newport, Rhode Island) homepage
- Zabriskie Memorial Church of St. John the Evangelist Church, Newport, RI
- St. Mary's Episcopal Church, Portsmouth, RI
- St. Paul's, Portsmouth, RI
- Holy Trinity Church, Tiverton, RI

### Condado de Providence
- St. George's Episcopal Church, Central Falls, RI
- St. David's on-the-Hill Episcopal Church, Cranston, RI
- Church of the Transfiguration, Edgewood (Cranston), RI
- Church of the Ascension, Cranston, RI
- Trinity Church, Cranston, RI
- Emmanuel Episcopal Church (Cumberland, Rhode Island) homepage
- St. John's Episcopal Church, Ashton (Cumberland), RI
- Church of Epiphany East Providence, RI
- St. Mary's Episcopal Church, (East Providence, Rhode Island)
- St. Thomas, Greenville, RI
- Christ Church, Lincoln, RI
- St. James, North Providence, RI
- St. Alban's Episcopal Church, Centerdale (North Providence), RI
- Trinity Episcopal Church, North Scituate, RI
- Calvary Episcopal Church, Pascoag, RI
- St. Luke's, Pawtucket, RI
- Church of the Advent, Pawtucket, RI
- Good Shepherd, Pawtucket, RI
- St. Paul's Episcopal Church, Pawtucket, RI homepage
- St. Martin's, Pawtucket, RI
- All Saints' Memorial Church, Providence, RI
- St. Martin's Episcopal Church, Providence, RI homepage
- Grace Church (Providence, Rhode Island)
- S. Stephen's Church, Providence, RI homepage
- Cathedral of St. John, Providence, RI
- Church of the Redeemer, Providence, RI
- Church of the Messiah, Providence, RI
- St. Peter's and St. Andrew's Church, Providence, RI homepage
- St. Mark's, Riverside, RI
- St. Michael & Grace, Rumford, RI
- St. James's, Woonsocket, RI

### Condado de Washington
- St. Thomas', Alton, Rhode Island
- St. Ann's by-the Sea Episcopal Church Archivado el 4 de enero de 2014 en Wayback Machine., Block Island, RI
- Church of the Holy Spirit, Charlestown, RI
- St. Elizabeth's, Hope Valley (Hopkinton), RI
- St. Augustine's Episcopal Church, Kingston, RI
- St. Peter's by-the-Sea Episcopal Church, Narragansett, RI
- St. Paul's Episcopal Church, Wickford North Kingstown, RI
- Chapel of St. John the Divine, Saunderstown, RI
- Church of the Ascension, Wakefield, RI
- Christ Church, Westerly, RI
- St. Thomas's, Alton (Wood River Junction), RI